# لي هاي-يونغ (لاعبة تايكوندو)
لي هاي-يونغ هي لاعبة تايكوندو كورية جنوبية، ولدت في 1982.

## وصلات خارجية
- لي هاي-يونغ على موقع TaekwondoData.com (الإنجليزية)